# Florence Picaut
Florence Picaut est une athlète française, née le 25 octobre 1952 à Paris, spécialiste de l'heptathlon et licenciée au CS Blanc-Mesnil puis au Stade Français. Actuellement, elle est entraîneur au club Blanc-Mesnil Sport AC.

## Palmarès
- 49 sélections en équipe de France A, de 1969 à 1984
- 5 sélections en équipe de France Jeune

- 4 fois détentrice du record de France du pentathlon, en 1978 à 2 reprises, puis en 1980 à 2 reprises, avec 4 463 pts
- 4 fois détentrice du Record de France de l'heptathlon, en 1981 à 3 reprises et en 1982, avec 5 899 pts

- Médaille d’or du pentathlon aux Jeux méditerranéens de 1979 à Split
- Championne de France de l’heptathlon à 7 reprises, en 1974, et de 1978 à 1983
- Championne de France du saut en hauteur en 1978
- Championne de France du saut en longueur en 1980
- Championne de France de pentathlon en salle en 1982

- Médaille d’argent au relais 4 × 400 m des Jeux méditerranéens de 1979 à Split
- Médaille de bronze du pentathlon aux Championnats d'Europe juniors d'athlétisme 1970
- Finaliste olympique du pentathlon à Moscou en 1980 et à Los Angeles en 1984

En 2008, à l'âge de 55 ans, Florence Picaut a été rappelée par le Stade français pour défendre les couleurs du club en saut en hauteur à l'occasion des championnats de France interclubs à Versailles. Elle franchit 1,55 m et bat le record du monde vétérans.

## Records personnels
| Épreuve               | Performance | Lieu              | Date |
| --------------------- | ----------- | ----------------- | ---- |
| 200 mètres            | 25 s 09     | Los Angeles       | 1984 |
| 60 mètres haies salle | 8 s 41      | Vittel            | 1984 |
| 80 mètres haies       | 11 s 8      | Mülheim           | 1968 |
| 100 mètres haies      | 13 s 40     | Villeneuve-d'Ascq | 1980 |
| Hauteur               | 1,84 m      | Talence           | 1980 |
| Longueur              | 6,16 m      | Villeneuve-d'Ascq | 1984 |
| Poids                 | 14,06 m     | San Diego         | 1984 |
| Javelot               | 45,58 m     | Lons-le-Saunier   | 1984 |
| Pentathlon            | 4 463 pts   | Talence           | 1980 |
| Heptathlon            | 6 033 pts   | Lons-le-Saunier   | 1983 |

## Distinction
- Trophée Micheline Ostermeyer "Attitude Fair Play" de l'AFSVFP le 29 novembre 2018.